# Aeropuerto Internacional Gobernador Ramón Trejo Noel

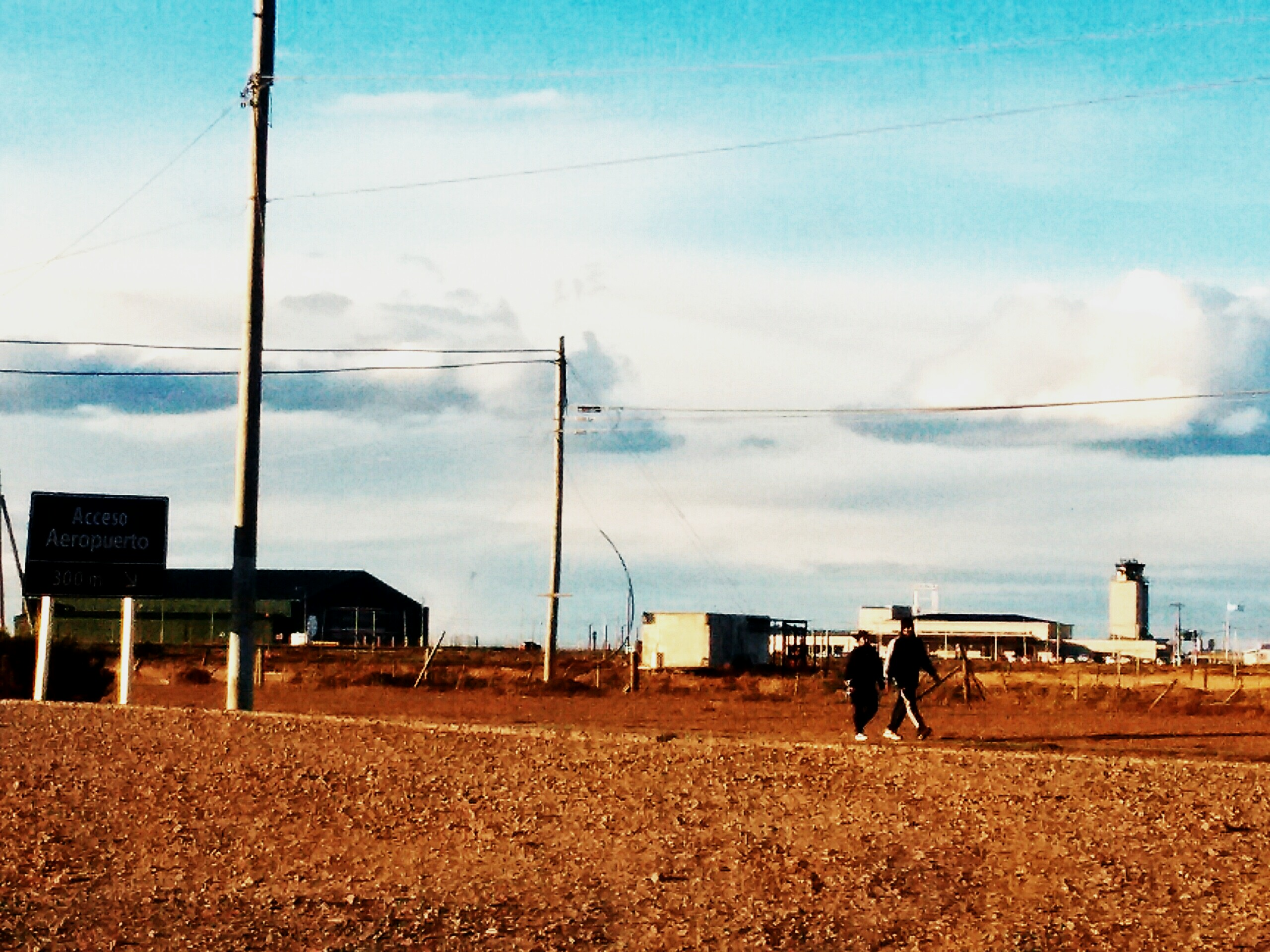
Otra perspectiva del aeropuerto

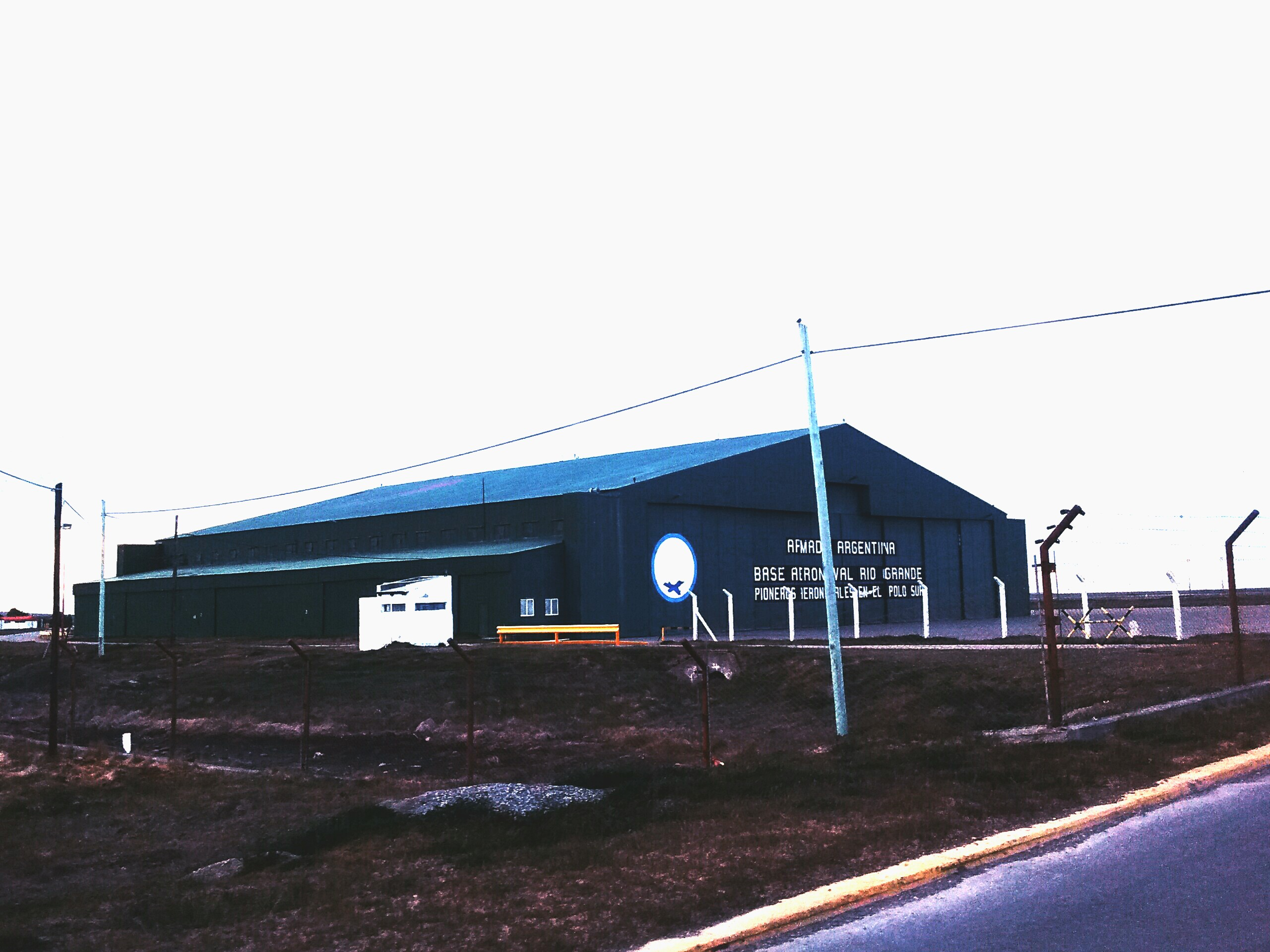
Base en el aeropuerto

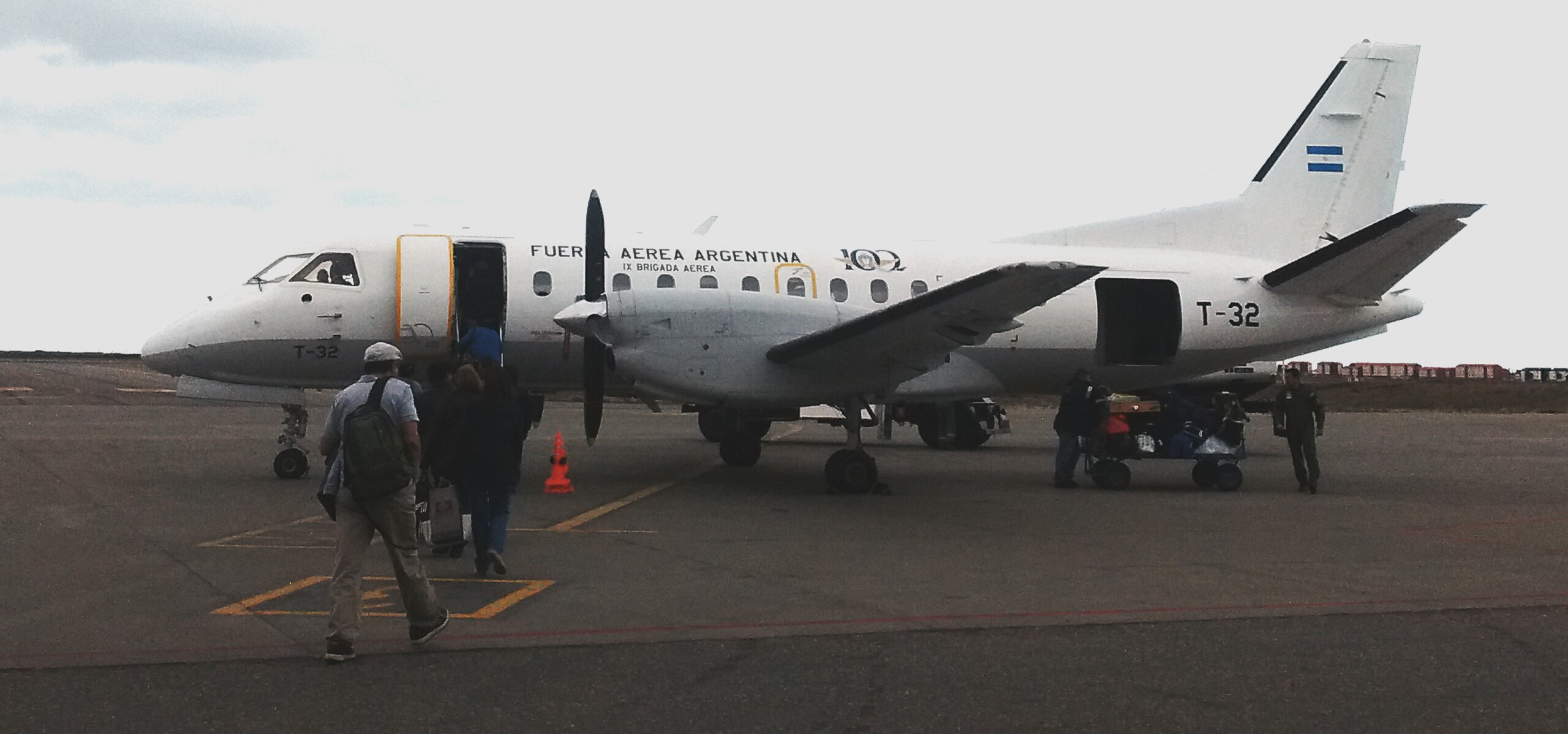
Saab 340 de LADE en el aeropuerto de Río Grande

El Aeropuerto Internacional Gob. Ramón Trejo Noel (FAA: RGA - IATA: RGA - OACI: SAWE) es un aeropuerto que se encuentra ubicado a unos 5 km hacia el noroeste del centro de la ciudad de Río Grande, en la Provincia de Tierra del Fuego, Antártida e Islas del Atlántico Sur (Argentina). El aeropuerto es sede de la Estación Aeronaval de Río Grande de la Armada Argentina.

## Historia
En 1945, la Argentina solo contaba con 1300 metros de pista pavimentada, la mayoría en
la ciudad de Buenos Aires. El gobierno de Juan Domingo Perón consciente de la imperiosa necesidad de integración territorial y económica que el país requería, lanzó un considerable plan de obras aeroportuarias.
En una primera etapa, caracterizada por la urgencia, se llevó adelante dicho plan en las principales ciudades dotándolas de aeropuertos, entre ellos el Aeropuerto Internacional de Salta Martín Miguel de Güemes, el Aeropuerto Internacional Gobernador Ramón Trejo Noel, y  el Aeropuerto Chapelco, gracias al Plan General de Infraestructura Aeroportuaria Nacional, que respaldaba la creación de una importante red aeroportuaria, mejorando y extendiendo la existente.

## Accesos
Su dirección es Ruta Nacional 3 - Acceso Aeropuerto S/N (V9420) y sus coordenadas son latitud 53° 46' 52" S y longitud 67° 45' 14" O.

## Infraestructura
El área total del predio es de 684 ha aproximadamente y su categoría OACI es 4C.
- Pistas: 80000 m²
- Calles de Rodaje: 11500 m²
- Plataformas: 22400 m²
- Terminal de Pasajeros: 1250 m²
- Hangares: 1700 m²
- Cargas: 230 m² (depósito fiscal)
- Estacionamiento Vehicular: 3450 m² (110 vehículos)

## Estadísticas
| Ranking | Ciudad                               | Pasajeros (2017) | Pasajeros (2018) | Pasajeros (2019) | Variación | Aerolíneas                                   |
| ------- | ------------------------------------ | ---------------- | ---------------- | ---------------- | --------- | -------------------------------------------- |
| 1       | Buenos Aires (Aeroparque), Argentina | 90.200           | 121.483          | 142.785          | +17,53    | Aerolíneas Argentinas, Austral Líneas Aéreas |
| 2       | Ushuaia, Argentina                   | 537              | N/D              | 937              | +Nuevo    | LADE                                         |
| 3       | Río Gallegos, Argentina              | 1.839            | 1.354            | 910              | -33       | LADE                                         |

## Aerolíneas y destinos

### Vuelos nacionales
| Destinos regulares | Nombre del aeropuerto                                    | Aerolíneas            | Avión                 | Frecuencias semanales |
| ------------------ | -------------------------------------------------------- | --------------------- | --------------------- | --------------------- |
| Argentina          |                                                          |                       |                       |                       |
| Buenos Aires       | Aeroparque Jorge Newbery                                 | Aerolíneas Argentinas | B737-700/800, E-190AR | 14                    |
| Comodoro Rivadavia | Aeropuerto Internacional General Enrique Mosconi         | LADE (Vía RGL)        | SAAB 340B             | 3                     |
| Río Gallegos       | Aeropuerto Internacional Piloto Civil Norberto Fernández | LADE                  | SAAB 340B             | 3                     |
| Ushuaia            | Aeropuerto Internacional Malvinas Argentinas             | LADE                  | SAAB 340B             | 3                     |

### Vuelos internacionales
| Destinos regulares | Nombre del aeropuerto                         | Aerolíneas   | Avión                | Frecuencias semanales |
| ------------------ | --------------------------------------------- | ------------ | -------------------- | --------------------- |
| Chile              |                                               |              |                      |                       |
| Punta Arenas       | Aeropuerto Presidente Carlos Ibáñez del Campo | Aerovías DAP | Bae 146 / Twin Otter | Charter               |

### Aerolíneas y destinos que cesaron sus operaciones
- LAPA : (Buenos Aires-Aeroparque)
- Sol Líneas Aéreas: (Córdoba, Mendoza, Neuquén, Rosario, Ushuaia, Bahía Blanca, Buenos Aires-Aeroparque, Comodoro Rivadavia, Mar del Plata, Río Gallegos y Trelew)
- Transportes Aéreos Neuquén: (Neuquén)